# Corrofin, Galway
Corrofin (iriska: Cora Finne) är en ort i republiken Irland. Den ligger i grevskapet Galway och provinsen Connacht, i den centrala delen av landet, 170 km väster om huvudstaden Dublin. Folkmängden uppgick till 627 invånare vid folkräkningen 2016.